# Krzywa konsumcyjna
Krzywa konsumcyjna – (krzywa przepływu lub krzywa K; ang. rating curve) jest to krzywa przedstawiająca związek pomiędzy stanem wody w rzece (H), a przepływem (Q).
Q = f(H)
Przybliżony kształt krzywej dla różnych profili koryt rzecznych:
- dla koryta regularnego:

- dla koryta zwężającego się ku górze:

- dla koryta nieregularnego: